# Manuel Álvarez Zalba
Manuel Álvarez Zalba (El Pardo, 5 de desembre de 1919 - Madrid, 11 de juny de 2001) fou un militar espanyol, Capità general de la V Regió Militar.
Ingressà a l'exèrcit el 17 de juliol de 1936 i va lluitar a la guerra civil espanyola amb els insurrectes amb el grau d'alferes. Ascendit a tinent en 1942, va estar destinat a la Casa Militar del Cap d'Estat. Durant els anys 1960 va estar vincular a l'Acadèmia d'Infanteria de Toledo i en 1975 era cap de la Secretaria Militar i Tècnica del Ministeri de l'Exèrcit d'Espanya. En 1977 fou destituït a causa d'una carta que va escriure al diari El Alcázar on atacava al president Adolfo Suárez per haver legalitzat el Partit Comunista d'Espanya.
Malgrat això, en 1978 fou nomenat cap del Comandament Superior de Suport Logístic de l'Exèrcit. El desembre de 1983 va ascendir a tinent general i nomenat capità general de la V Regió Militar. L'octubre de 1984, quan li faltaven pocs dies per passar a la situació B, va fer unes declaracions afirmant que la reforma que estava fent el nou govern de Felipe González de les Forces Armades Espanyoles les deixava sense possibilitat de defensar Ceuta i Melilla d'un suposat atac del Marroc, i que Espanya no ha tingut el progrés que hauria de tenir per haver-se bolcat a Catalunya i País Basc. Al País Basc concretament, si li llevessin les indústries que s'han muntat a costa de la resta d'Espanya, només li quedaria el verd per pasturar. Això va provocar que el ministre de defensa Narcís Serra i Serra el destituís de manera fulminant.